# Джин Амдал
Джин Амдал (англ. Gene Amdahl; 16 листопада 1922, Фландро, Південна Дакота, США — 10 листопада 2015, Пало-Альто, Каліфорнія, США) — американський вчений в галузі обчислювальної техніки, математик і підприємець, найбільше відомий своєю роботою в компанії IBM, а потім заснував компанію Amdahl Corporation. Він є автором названого на його честь закону, в якому сформулював фундаментальні обмеження паралельних обчислювальних систем. Вважається найбільшим проектувальником комп'ютерних систем XX століття.

## Біографія
Народився в сім'ї шведсько-норвезьких емігрантів. Під час Другої світової війни служив на флоті, у 1948 році закінчив Університет штату Південна Дакота за спеціальністю «інженер-фізик». Продовжив своє навчання в університеті Вісконсин-Медісон, захистивши в 1952 році докторську дисертацію і створивши проект власного комп'ютера WISC.
У червні того ж року був прийнятий на роботу в корпорацію IBM, де працював над комп'ютерами IBM 704, IBM 709 і над проектом Stretch, на основі якого було створено суперкомп'ютер IBM 7030. Амдал покинув IBM в 1955 році, повернувся знову у вересні 1960 року, ставши головним архітектором лінійки комп'ютерів IBM System/360.
Остаточно залишивши IBM у вересні 1970 року, Амдал з допомогою компанії Fujitsu створив компанію Amdahl Corporation, яка стала конкурентом IBM, продаючи сумісні з System/360 мейнфрейми.
З 1979 року займався незалежним підприємництвом в області комп'ютерної технології. Мав кілька почесних докторських ступенів і цілу низку нагород в професійній сфері.

## Нагороди
- Премія Уоллеса Макдауелла (1976)
- Меморіальна премія Гаррі Гуда (1983)
- Нагорода Еккерта-Моклі (1987)
- Fellow Awards (1998)